# Borek (České Budějovice-i járás)
Borek település Csehországban, a České Budějovice-i járásban. Borek Lišov, Libníč, Úsilné, Hrdějovice és Hosín településekkel határos. Lakosainak száma 1586 fő (2024. január 1.).

## Népesség
A település lakosságának változását az alábbi diagram mutatja:
| Lakosok száma | 68   | 186  | 165  | 247  | 852  | 1133 | 1531 | 1599 | 1552 | 1586 |
|               | 1869 | 1890 | 1921 | 1950 | 1980 | 2001 | 2017 | 2019 | 2022 | 2024 |